# Around the Sun
Around the Sun (englisch für „Um die Sonne“) ist das 13. Studioalbum der US-amerikanischen Rockband R.E.M. Es  erschien im Oktober 2004.

## Entstehung und Veröffentlichung
Die Erstveröffentlichung von Around the Sun erfolgte am 5. Oktober 2004 bei Warner Bros. Records. Das Album erschien in seiner Originalausführung als CD (Katalognummer: 9362-48911-2) mit 13 Titeln. Am 1. September 2023 erschien das Album erstmals als LP-Ausführung (Katalognummer: 088807242626).
Getextet, komponiert und produziert wurden alle Lieder gemeinsam von den R.E.M.-Mitgliedern Peter Buck, Mike Mills und Michael Stipe. Bei der Produktion erhielt das Trio Unterstützung durch Pat McCarthy.

## Inhalt
Das Album knüpft an die Zeit von Automatic for the People (1992) und Reveal (2001) an. Die Texte sind sowohl politisch, als auch persönlich gehalten. Im Lied Final Straw befassen sich R.E.M. mit dem Irakkrieg unter dem damaligen US-amerikanischen Präsidenten George W. Bush. R.E.M., die sich im gleichen Jahr an der Vote for Change Tour beteiligten, sind erklärte Gegner des US-Präsidenten. In den weiteren Liedern werden, obwohl sie eher persönlich und weniger politisch gehalten sind, Zitate von George W. Bush verwendet. So beispielsweise in der Zeile „So am I with you or am I against“ bei The Outsiders. Häufig auf dem Album sind Textzeilen und Motive zu finden, die von Entfremdung und Einsamkeit handeln.
Der Rapper Q-Tip beteiligte sich mit Rapgesang an dem Stück The Outsiders, einem kryptischen Liebessong. Der Gesang ist jedoch in den Hintergrund gemischt. Weitere emotionsgeladene, eher persönliche Lieder sind Make It All OK und Aftermath.
Titelliste
1. Leaving New York – 4:49
2. Electron Blue – 4:12
3. The Outsiders (feat. Q-Tip) – 4:14
4. Make It All Okay – 3:43
5. Final Straw – 4:06
6. I Wanted to Be Wrong – 4:34
7. Wanderlust – 3:04
8. Boy in the Well – 5:22
9. Aftermath – 3:52
10. High Speed Train – 5:03
11. The Worst Joke Ever – 3:37
12. The Ascent of Man – 4:07
13. Around the Sun – 4:29

## Singleauskopplungen
| Jahr | Titel            | Höchstplatzierung, Gesamtwochen, AuszeichnungChartplatzierungen (Jahr, Titel, , Platzierungen, Wochen, Auszeichnungen, Anmerkungen) | Höchstplatzierung, Gesamtwochen, AuszeichnungChartplatzierungen (Jahr, Titel, , Platzierungen, Wochen, Auszeichnungen, Anmerkungen) | Höchstplatzierung, Gesamtwochen, AuszeichnungChartplatzierungen (Jahr, Titel, , Platzierungen, Wochen, Auszeichnungen, Anmerkungen) | Höchstplatzierung, Gesamtwochen, AuszeichnungChartplatzierungen (Jahr, Titel, , Platzierungen, Wochen, Auszeichnungen, Anmerkungen) | Anmerkungen                              |
| Jahr | Titel            | DE | AT | CH | UK | Anmerkungen                              |
| ---- | ---------------- | --- | --- | --- | --- | ---------------------------------------- |
| 2004 | Leaving New York | DE16 (11 Wo.)DE | AT32 (9 Wo.)AT | CH18 (11 Wo.)CH | UK5 (5 Wo.)UK | Erstveröffentlichung: 17. September 2004 |
| 2004 | Aftermath        | DE78 (9 Wo.)DE | — | — | UK41 (2 Wo.)UK | Erstveröffentlichung: 29. November 2004  |
| 2005 | Electron Blue    | — | — | — | UK26 (2 Wo.)UK | Erstveröffentlichung: 28. Februar 2005   |
| 2005 | Wanderlust       | — | — | — | UK27 (2 Wo.)UK | Erstveröffentlichung: 11. Juli 2005      |

## Rezeption
Rezensator.de empfand das Album als „durchschnittlich und spannungsarm“. Mathias Möller von laut.de schrieb, dass das Album „eingefleischte Fans spielerisch überzeuge“, es eigne sich aber kaum, „um eine neue R.E.M.-Begeisterung wie bei Automatic for the People zu generieren“. Ähnlich fasste auch Stephen Thomas Erlewine von AllMusic das Album zusammen. Zwar orientiere sich das Album an den großen Klassikern der Bandgeschichte, doch könne das Album diesen nicht das Wasser reichen. Zu belanglos seien der Musikstil und die Texte. Zudem sei das Album überproduziert und wirke nicht wie aus einem Guss.

## Kommerzieller Erfolg

### Chartplatzierungen
| ChartsChartplatzierungen       | Höchstplatzierung | Wochen |
| ------------------------------ | ----------------- | ------ |
| Deutschland (GfK)              | 1 (37 Wo.)        | 37     |
| Österreich (Ö3)                | 1 (22 Wo.)        | 22     |
| Schweiz (IFPI)                 | 1 (24 Wo.)        | 24     |
| Vereinigte Staaten (Billboard) | 13 (7 Wo.)        | 7      |
| Vereinigtes Königreich (OCC)   | 1 (13 Wo.)        | 13     |

| ChartsJahrescharts (2004)    | Platzierung |
| ---------------------------- | ----------- |
| Deutschland (GfK)            | 38          |
| Österreich (Ö3)              | 37          |
| Schweiz (IFPI)               | 17          |
| Vereinigtes Königreich (OCC) | 83          |

### Auszeichnungen für Musikverkäufe
| Land/Region                  | Auszeichnungen für Musikverkäufe (Land/Region, Auszeichnung, Verkäufe) | Verkäufe  |
| ---------------------------- | ---------------------------------------------------------------------- | --------- |
| Australien (ARIA)            | Gold                                                                   | 35.000    |
| Dänemark (IFPI)              | Platin                                                                 | (40.000)  |
| Deutschland (BVMI)           | Gold                                                                   | (150.000) |
| Europa (IFPI)                | Platin                                                                 | 1.000.000 |
| Italien (FIMI)               | 2× Platin                                                              | (200.000) |
| Österreich (IFPI)            | Gold                                                                   | (10.000)  |
| Schweden (IFPI)              | Gold                                                                   | (30.000)  |
| Schweiz (IFPI)               | 2× Platin                                                              | (80.000)  |
| Spanien (Promusicae)         | Gold                                                                   | (50.000)  |
| Vereinigtes Königreich (BPI) | Gold                                                                   | (100.000) |
| Insgesamt                    | 6× Gold · 6× Platin ·                                                  | 1.035.000 |

Hauptartikel: R.E.M./Auszeichnungen für Musikverkäufe